# Фіннітаун (Огайо)
Фіннітаун (англ. Finneytown) — переписна місцевість (CDP) в США, в окрузі Гамільтон штату Огайо. Населення — 12 399 осіб (2020).

## Географія
Фіннітаун розташований за координатами 39°12′57″ пн. ш. 84°30′52″ зх. д. / 39.21583° пн. ш. 84.51444° зх. д. (39.215946, -84.514541).  За даними Бюро перепису населення США в 2010 році переписна місцевість мала площу 10,51 км², уся площа — суходіл.

## Демографія
Згідно з переписом 2010 року, у переписній місцевості мешкала 12 741 особа в 4995 домогосподарствах у складі 3497 родин. Густота населення становила 1212 особи/км².  Було 5294 помешкання (504/км²).
Расовий склад населення:
| - 61,7 % — білих - 33,7 % — чорних або афроамериканців - 1,4 % — азіатів - 0,1 % — вихідців з тихоокеанських островів - 0,1 % — корінних американців |

До двох чи більше рас належало 2,3 %. Частка іспаномовних становила 1,9 % від усіх жителів.
За віковим діапазоном населення розподілялося таким чином: 25,8 % — особи молодші 18 років, 58,0 % — особи у віці 18—64 років, 16,2 % — особи у віці 65 років та старші. Медіана віку мешканця становила 39,5 року. На 100 осіб жіночої статі у переписній місцевості припадало 87,1 чоловіків;  на 100 жінок у віці від 18 років та старших — 81,2 чоловіків також старших 18 років.
Середній дохід на одне домашнє господарство  становив 65 803 долари США (медіана — 54 019), а середній дохід на одну сім'ю — 75 137 доларів (медіана — 62 842). За межею бідності перебувало 10,9 % осіб, у тому числі 18,0 % дітей у віці до 18 років та 5,1 % осіб у віці 65 років та старших.
Цивільне працевлаштоване населення становило 6127 осіб. Основні галузі зайнятості: освіта, охорона здоров'я та соціальна допомога — 29,1 %, науковці, спеціалісти, менеджери — 15,2 %, роздрібна торгівля — 15,0 %.